# Accesso remoto
In informatica l'accesso remoto è un tipo di connessione che si effettua tra due o più computer posti a distanza tra loro collegandoli tra loro normalmente attraverso una rete informatica (LAN, WAN), come ad esempio attraverso Internet (connessione remota), permettendo il controllo più o meno limitato di una delle due macchine operando da una sull'altra. Si tratta tipicamente di una funzionalità appannaggio degli amministratori di sistema, contrapponendosi dunque al tipico accesso diretto in cui l'operatore informatico e il semplice utente agiscono direttamente sulla macchina. 

## Descrizione
Nello schema generale di funzionamento il computer utilizzato per impostare le operazioni da far eseguire viene chiamato solitamente client, mentre quello che effettua le operazioni, cioè viene raggiunto, normalmente server. Sul client dovrà quindi esserci un software adatto all'invio, secondo un determinato protocollo di comunicazione, dei comandi per il server e la possibilità di ricevere delle risposte da quest'ultimo; sul server dovrà esserci invece un demone (programma o processo eseguito solitamente in  background) in ascolto, atto a ricevere i comandi in modo da eseguire le operazioni impartitegli e comunicare di conseguenza con il client.
Uno dei protocolli più comuni di accesso remoto sviluppato originariamente per i sistemi Unix e molto usato in passato è il telnet, che attraverso un'interfaccia di tipo testuale permette di controllare altre macchine a distanza. Detto protocollo venne esteso alla maggior parte dei sistemi operativi e a diverse architetture, ma attualmente è usato piuttosto in reti private ed è caduto in disuso per le comunicazioni su reti estese in quanto insicuro, viste le odierne necessità in fatto di protezione dei dati e in generale di sicurezza. A questo proposito molto usati attualmente sono protocolli e programmi quali SSH e OpenSSH che fanno uso di tecniche crittografiche.
Tramite accessi da remoto possono venir erogati diversi servizi, controllati ad esempio server di posta elettronica ed FTP, eseguiti comandi di shell, pilotati desktop di sistemi operativi posti su altri calcolatori (VNC - Virtual Network Computing), accedere ad un calcolatore senza interfaccia grafica da un altro posto a notevole distanza ed in modo del tutto trasparente (esempio X11 - X Window System di Linux).